# Береговский район
Бе́реговский райо́н (укр. Берегівський район) — административная единица на юго-западе Закарпатской области Украины. Административный центр — город Берегово.
Район граничит на севере с Ужгородским и Мукачевским районами Закарпатской области, на юге и западе — с Венгрией, на востоке — с Хустским районом Закарпатской области.

## История
Территория района заселена с давних времён. Обнаружено много стоянок, древнейшие из которых датированы более 12 тыс. лет назад. С приходом венгерских племён в X веке на территории района учреждаются новые укреплённые поселения. В XI веке основан Лампертсас, которое позже получило название Берегсас. В 1241 году территорию района опустошили орды хана Батыя. После нашествия город и окрестные поселения стали заселять новые переселенцы. Земли имели много привилегий. В 1271 году город становится центром Березской жупы. В 1347 году городу предоставлен устав королевского города, он получил свою печать.
В начале XVIII века Береговщина становится одним из центров освободительной войны венгров под руководством Ференца II Ракоци против Габсбургов. После разгрома восстания в 1711 году город становится собственностью австрийского графа Шенборна-Бухгейма. Основным занятием населения в те времена было земледелие и виноградарство.
После первой мировой войны в октябре 1918 года Австро-Венгрия распалась, но район почти полностью вошёл в состав Венгрии. Но в следующем месяце началась война с Чехословакией и в 1919 году район отошёл к ней. В 1938 году венгерские войска вернули территорию Береговского района. В октябре 1944 года советские войска освободили территорию района.
В 1946 году был образован Береговский округ с центром в Берегове. В 1953 году образован Береговский район.
17 июля 2020 года в результате административно-территориальной реформы район был укрупнён, в его состав вошли территории:
- Береговского района,
- Виноградовского района,
- Ардановского, Каменского и Селецкого сельских советов Иршавского района,
- Сернянского сельского совета Мукачевского района,
- а также города областного значения Берегово.

## География
Площадь района составляет 1460,2 км². Поверхность Береговского района имеет преимущественно равнинный рельеф, на востоке переходит в массивы Карпат. По территории района протекают реки Боржава, Тиса, Коропец, каналы Верке и Чёрное Болото. Из полезных ископаемых здесь есть полиметаллические руды, бариты, алуниты, уголь, строительные материалы, в частности перлиты.
Район покрыт густой сетью шоссейных дорог. По территории района также проходит железнодорожная линия Чоп-Батево-Виноградов.

## Культура
Сеть учреждений культуры и искусства Береговского района включает: 44 учреждения клубного типа, 41 библиотеки, 4 детских художественных школ, Венгерский драматический театр им. Д. Иейша, 4 музея на общественных началах.
Возрождение народного искусства, развитие художественной самодеятельности и организацию досуга населения района обеспечивают Районный центр культуры и окружающей среды, городской дом культуры «Геолог», 2 сельских дома фольклора (сёла Большие Берега и Квасово), Центр досуга (с. Берегуйфалу), 12 сельских домов культуры, 4 городских и 19 сельских клубов, 4 клуба-библиотеки.
В учреждениях культуры клубного типа работает 60 человек, из которых 54 обеспечивают культурно-образовательную деятельность. В клубных учреждениях района работают 365 клубных формирований с числом участников 4313, из них 229 — кружки художественной самодеятельности, в том числе 101 детских. Три коллектива носят звание «народный». Клубные учреждения организуют культурно-массовые мероприятия по случаю государственных, религиозных, традиционных праздников и торжеств. Ежегодно проводятся фестиваль «Бережская неделя», осенний фестиваль «Золотая осень», праздники урожая, Международный конкурс детского художественного творчества «Природа глазами детей» ко дню памяти Чернобыльской катастрофы, областной фестиваль исполнителей венгерской песни.

## Население
Численность населения района в укрупнённых границах — 209,2 тыс. человек.
Численность населения района в границах до 17 июля 2020 года по состоянию на 1 января 2020 года — 50 196 человек, из них городского населения — 2 974 человека (посёлок Батьево), сельского — 47 222 человека.
По результатам всеукраинской переписи населения 2001 года в районе проживало 54 тысячи человек (97,5 % по отношению к переписи 1989 года), из них венгры — 41,2 тысяч человек (76,1 %), украинцы — 10,1 тысяч человек (18,8 %), цыгане — 2,2 тысячи человек (4,1 %), русских — 0,4 тысяч человек (0,7 % от всего населения).
Национальный состав на 2001 год:
| Национальность | Количество людей | Процент |
| -------------- | ---------------- | ------- |
| Украинцы       | 105 788          | 53,04 % |
| Венгры         | 85 027           | 42,63 % |
| Цыгане         | 4 851            | 2,43 %  |
| Русские        | 3 556            | 1,78 %  |
| Беларусы       | 122              | 0,06 %  |
| Словаки        | 72               | 0,03 %  |

## Административное устройство
Район в укрупнённых границах с 17 июля 2020 года делится на 10 территориальных общин, в том числе 2 городские, 3 поселковые и 5 сельских общин (в скобках — их административные центры):
- Городские:
  - Береговская городская община (город Берегово),
  - Виноградовская городская община (город Виноградов);
- Поселковые:
  - Батьевская поселковая община (посёлок Батьево),
  - Вилокская поселковая община (посёлок Вилок),
  - Королёвская поселковая община (посёлок Королёво);
- Сельские:
  - Великобережская сельская община (село Великие Береги),
  - Великобыйганьская сельская община (село Великая Быйгань),
  - Каменская сельская община (село Каменское),
  - Косоньская сельская община (село Косонь),
  - Пийтерфолвовская сельская община (село Пийтерфолво).

### История деления района
Количество местных советов (рад) в старых границах района до 17 июля 2020 года:
- поселковых — 1
- сельских — 30

Количество населённых пунктов в старых границах района до 17 июля 2020 года:
- посёлков городского типа — 1
- сёл — 42

Всего — 43 населённых пункта.